# 保罗·拉马迪埃
保罗·拉马迪埃（法語：Paul Ramadier，法語發音：[pɔl ʁamadje]，1888年3月17日—1961年10月14日）法兰西第三和第四共和国时期左翼法国社会党著名的政治人物。1947年1月至11月任第四共和国第一任总理。他1952至1955年任国际劳工局局长，在国际劳动运动中深具影响力，被称为“国际劳工组织之父”。

## 生平
拉马迪埃出生于法国拉罗谢尔，在巴黎大学获得法学博士学位后任巴黎上诉法院法官，1919年当选为德卡兹维尔市长，从1928年-1940年，连续当选为国民议会议员，1936年在莱昂·布鲁姆内阁任公共工程部长。1938-1940年在卡米耶·肖当和爱德华·达拉第两届内阁中任劳工部长。在第二次世界大战期间拉马迪埃拒绝支持维希政府，在1940年7月10日法国国民议会授权菲利普·贝当元帅时，他投了反对票，而为抵抗运动工作。战后他在以色列的大屠杀纪念馆中其名字上刻着:“诸国民之中正义的人”的称号。
1947年1月拉马迪埃当选为法兰西第四共和国第一任总理，组成中左联合政府，内阁中包括5名法国共产党人，5月法共在议会投票中反对拉马迪埃政府的工资政策，拉马迪埃以法共的行为违反了政府团结一致的规则为借口，把法共的部长逐出了政府，社会党、国民共和運動（人民共和运动、MRP、Mouvement Républicain Populaire）、共産党的三党蜜月结束。
在谈到马歇尔计划时，拉马迪埃承认：“每一笔贷款的给予都取决于政治现实，每获得一笔贷款，我们的独立就要减少一些。”因此别无选择。但他的政府无力对付战后的一系列危机，包括食品危机，劳工骚乱，印度支那人民对法国殖民者的抵抗，共产党和联合政府中其他党派的争持等，他的政府因失去支持而倒台。1952-1955年任国际劳工局局长，1956年一度在居伊·摩勒内阁中任财政部长。

## 政府

### 第一届 (1947年1月22日 – 10月22日)
- 保罗·拉马迪埃 – 部长会议主席（总理）
- 莫里斯·多列士 –  部长会议副主席（副总理）
- 乔治·皮杜尔 – 外交部长
- 保罗·科斯特-弗洛雷（Paul Coste-Floret） – 陆军部长
- 路易·雅基诺（Louis Jacquinot） – 海军部长
- 安德烈·马罗塞利（André Maroselli） – 空军部长
- 爱德华·德普勒（Édouard Depreux） – 内政部长
- 罗贝尔·舒曼 – 财政部长
- 安德烈·菲利普（André Philip） – 国民经济部长
- 罗贝尔·拉科斯特（Robert Lacoste） – 工业生产部长
- 安布鲁瓦兹·克罗瓦扎（Ambroise Croizat） – 劳动和社会保障部长
- 安德烈·马里 – 司法部长
- 马塞尔·埃德蒙·内热朗（Marcel Edmond Naegelen） – 国家教育部长
- 弗朗索瓦·密特朗 – 退伍军人和战争受害者部长
- 弗朗索瓦·坦居伊-普里让（François Tanguy-Prigent） – 农业部长
- 皮埃尔·布尔丹（Pierre Bourdan） – 青年、艺术和信件部长
- 马吕斯·穆特（Marius Moutet） – 法国海外省部长
- 朱尔·莫克（Jules Moch） – 公共工程和交通部长
- 乔治·马朗内（Georges Marrane） – 公共卫生和人口部长
- 夏尔·蒂永 – 重建和城镇规划部长
- 让·莱图尔诺（Jean Letourneau） – 商务部长
- 费利克斯·古安（Félix Gouin） – 计划部长
- 马塞尔·罗克洛尔（Marcel Roclore） – 国务部长
- 伊冯·德尔博斯（Yvon Delbos） – 国务部长

更换:
- 1947年5月4日 – 皮埃尔-亨利·泰让（Pierre-Henri Teitgen）接替多列士担任副总理。其他共产党部长(克罗瓦扎、马朗内和蒂永)也辞职
- 1947年5月9日 – 达尼埃尔·梅耶（Daniel Mayer）接替克罗瓦扎担任劳动和社会保障部长。罗贝尔·普里让（Robert Prigent）接替马朗内担任公共卫生和人口部长。让·莱图尔诺接替蒂永担任重建和城镇规划部长。欧仁·托马斯（Eugène Thomas）进入内阁任邮政部长。
- 1947年8月11日 – 罗贝尔·拉科斯特接替莱图尔诺担任商务部长，成为工商部长。

### 第二届 (1947年10月22日 – 11月24日)
- 保罗·拉马迪埃 – 部长会议主席
- 乔治·皮杜尔 – 外交部长
- 皮埃尔-亨利·泰让 – 国防部长
- 爱德华·德普勒 – 内政部长
- 罗贝尔·舒曼 – 财政部长
- 朱尔·莫克 – 经济事务、规划、公共工程、交通、重建和城镇规划部长
- 罗贝尔·拉科斯特 – 工业部长
- 安德烈·马里 – 司法部长
- 马塞尔·埃德蒙·内热朗 –国家教育部长
- 达尼埃尔·梅耶 – 社会事务、退伍军人和战争受害者部长
- 马塞尔·罗克洛尔 – 农业部长
- 保罗·科斯特-弗洛雷 – 法国海外省部长
- 伊冯·德尔博斯 – 国务部长